# Robustocephalus
Robustocephalus is een geslacht van wantsen uit de familie van de Alydidae (Kromsprietwantsen). Het geslacht werd voor het eerst wetenschappelijk beschreven door Ahmad in Abbas.

## Soorten
Het genus bevat de volgende soort:

- Robustocephalus pakistanensis Ahmad, Abbas, Shadab & Khan, 1979